# Caprile
Caprile er en comune (kommune) i Biella i den italienske region Piemonte, lokaliseret omkring 80 km nordøst for Turin og omkring 20 km nordøst for Biella. Den 31. December 2004, havde byen et indbyggertal på 221 og et areal på 11.4 km².
Portula grænser op til følgende kommuner: Ailoche, Coggiola, Crevacuore, Guardabosone, Portula, Postua, Pray, Scopello, Trivero. En person fra byen kaldes en Caprilesi. Postnummeret for byen er 13864, og områdekoden er 015.